# Dwór w Marcinkowie Górnym
Dwór w Marcinkowie Górnym – barokowy dwór znajdujący się we wsi Marcinkowo Górne w województwie kujawsko-pomorskim (powiat żniński).

## Historia
W XVI wieku majątek należał do Jana Łaskiego, w XIX wieku do Karskich (od 1885 do Hieronima Karskiego), a w początku XX wieku do Gozimirskich (w 1939 był to Konstanty Gozimirski). W 1926 dobra liczyły 406 hektarów.
Obiekt wzniesiono w pierwszej połowie XVIII wieku. Na początku wieku XIX znacznie go przebudowano oraz dobudowano doń trzy oficyny o formach klasycystycznych. Obecnie jest to własność prywatna (restauracja). W okresie PRL na ścianach restauracji wisiały, wykonane technika intarsji, obrazy z Edmunda Kapłońskiego (1975) przedstawiające scenę śmierci Leszka Białego, jak również jego portret oraz portret Świętopełka II.

## Architektura
Dwór jest budynkiem parterowym z mieszkalnym poddaszem i mansardami. 
We wnętrzu zachowała się oryginalne: barokowa klatka schodowa, płaskorzeźbiony kominek oraz piec kaflowy.

## Otoczenie
Budynek stoi w parku o powierzchni 2,5 (lub 4,8) hektara. Brama wjazdowa autorstwa Jakuba Juszczyka (twórcy miejscowego pomnika Leszka Białego) ozdobiona jest przez rzeźbione postacie wojów piastowskich dzierżących tarcze herbowe.

## Galeria

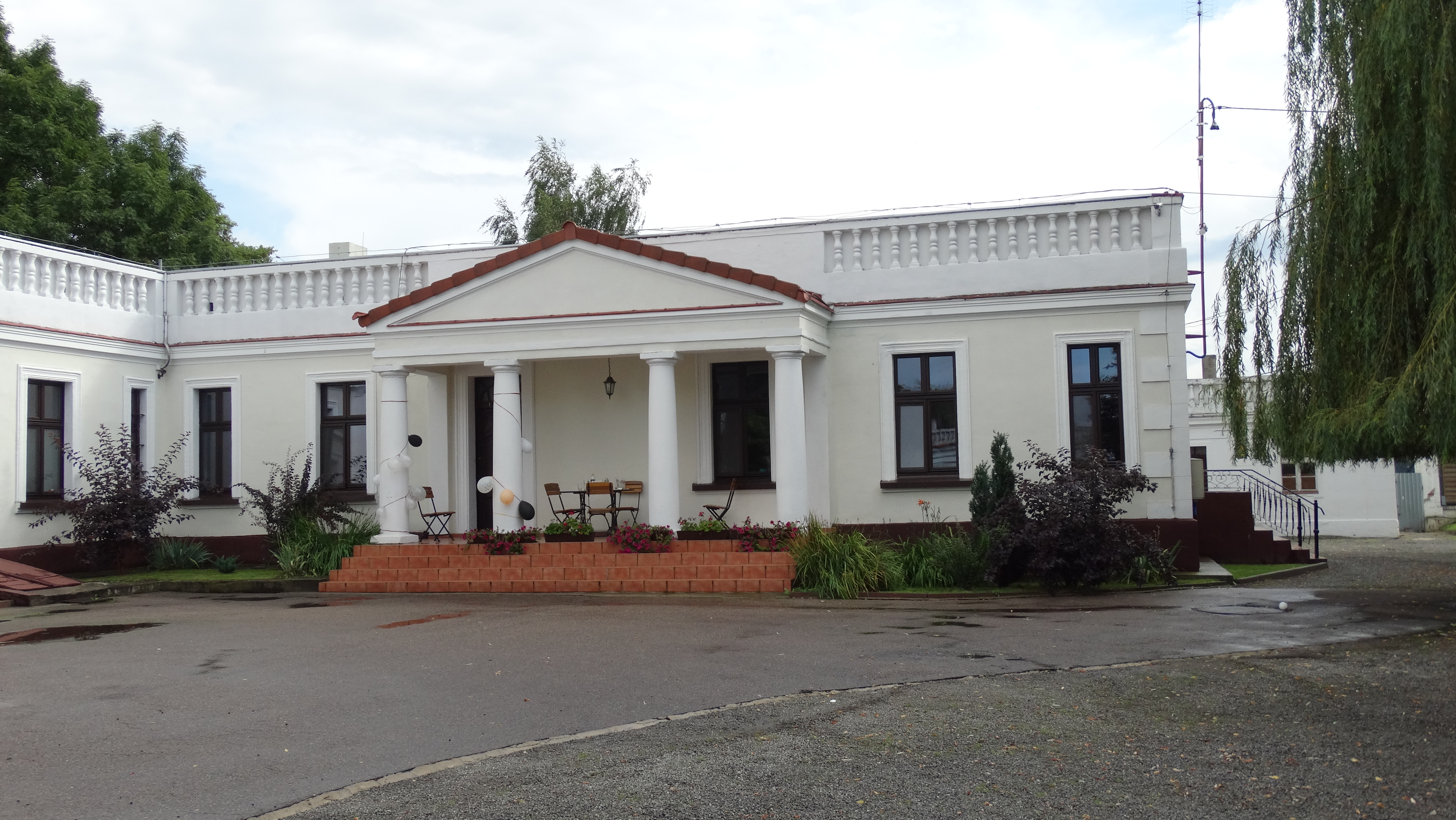
Jedna z oficyn
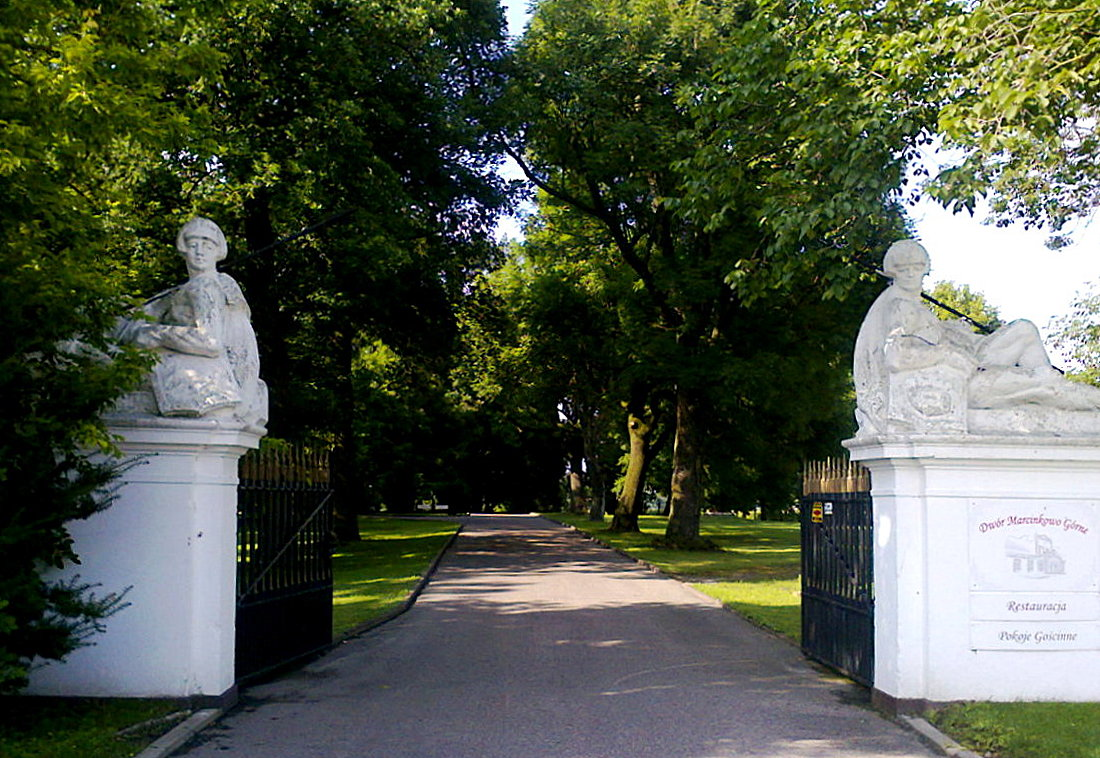
Brama wjazdowa
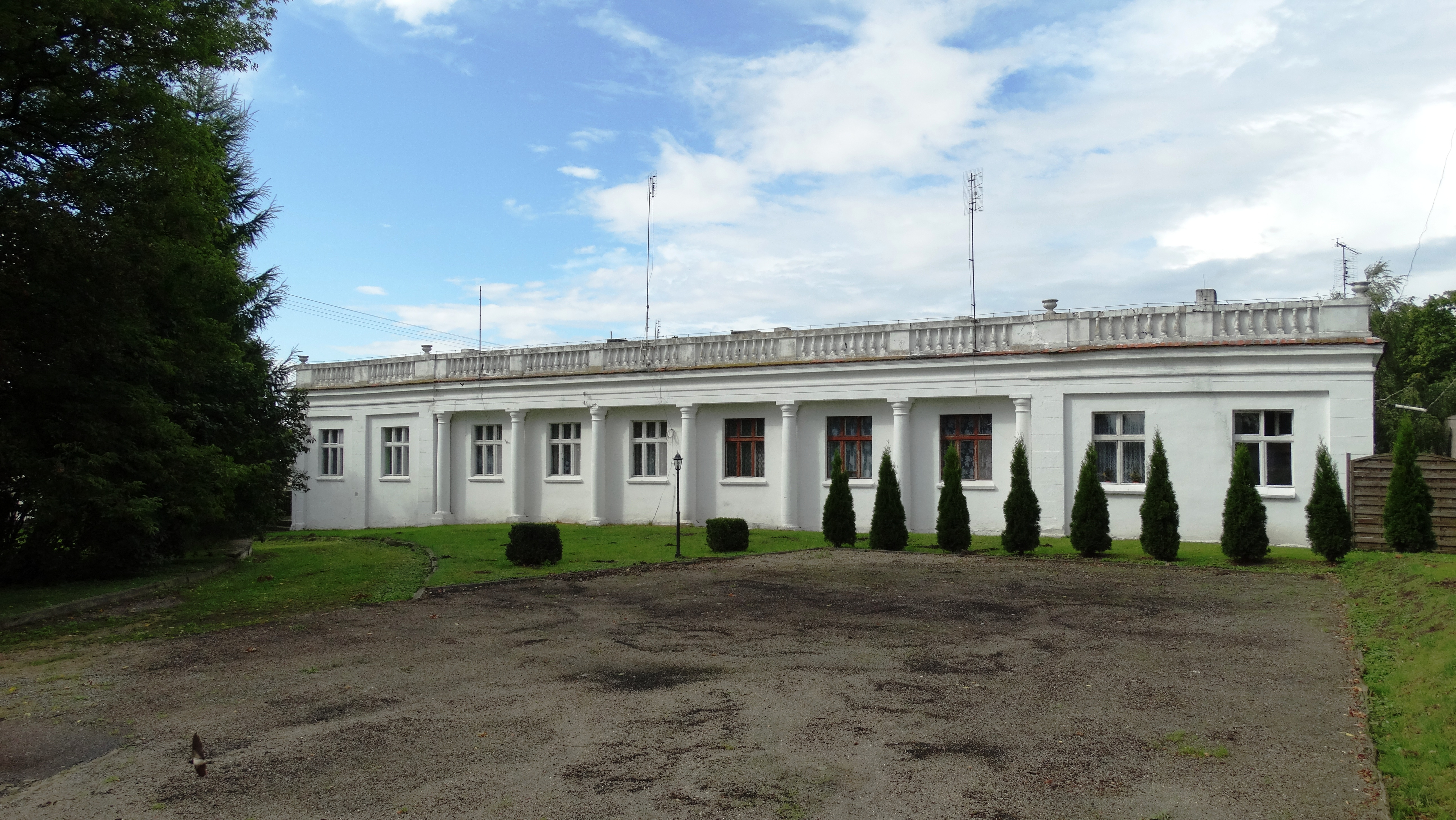
Dawna stajnia